# Lake in the Hills (Illinois)
Lake in the Hills es una villa ubicada en el condado de McHenry en el estado estadounidense de Illinois. En el Censo de 2010 tenía una población de 28965 habitantes y una densidad poblacional de 1.053,95 personas por km².

## Geografía
Lake in the Hills se encuentra ubicada en las coordenadas 42°10′46″N 88°18′57″O / 42.17944, -88.31583. Según la Oficina del Censo de los Estados Unidos, Lake in the Hills tiene una superficie total de 27.48 km², de la cual 26.88 km² corresponden a tierra firme y (2.21%) 0.61 km² es agua.

## Demografía
Según el censo de 2010, había 28965 personas residiendo en Lake in the Hills. La densidad de población era de 1.053,95 hab./km². De los 28965 habitantes, Lake in the Hills estaba compuesto por el 86.72% blancos, el 2% eran afroamericanos, el 0.26% eran amerindios, el 5.24% eran asiáticos, el 0.04% eran isleños del Pacífico, el 3.62% eran de otras razas y el 2.13% pertenecían a dos o más razas. Del total de la población el 11.59% eran hispanos o latinos de cualquier raza.